# Jüdischer Friedhof Neunkirchen

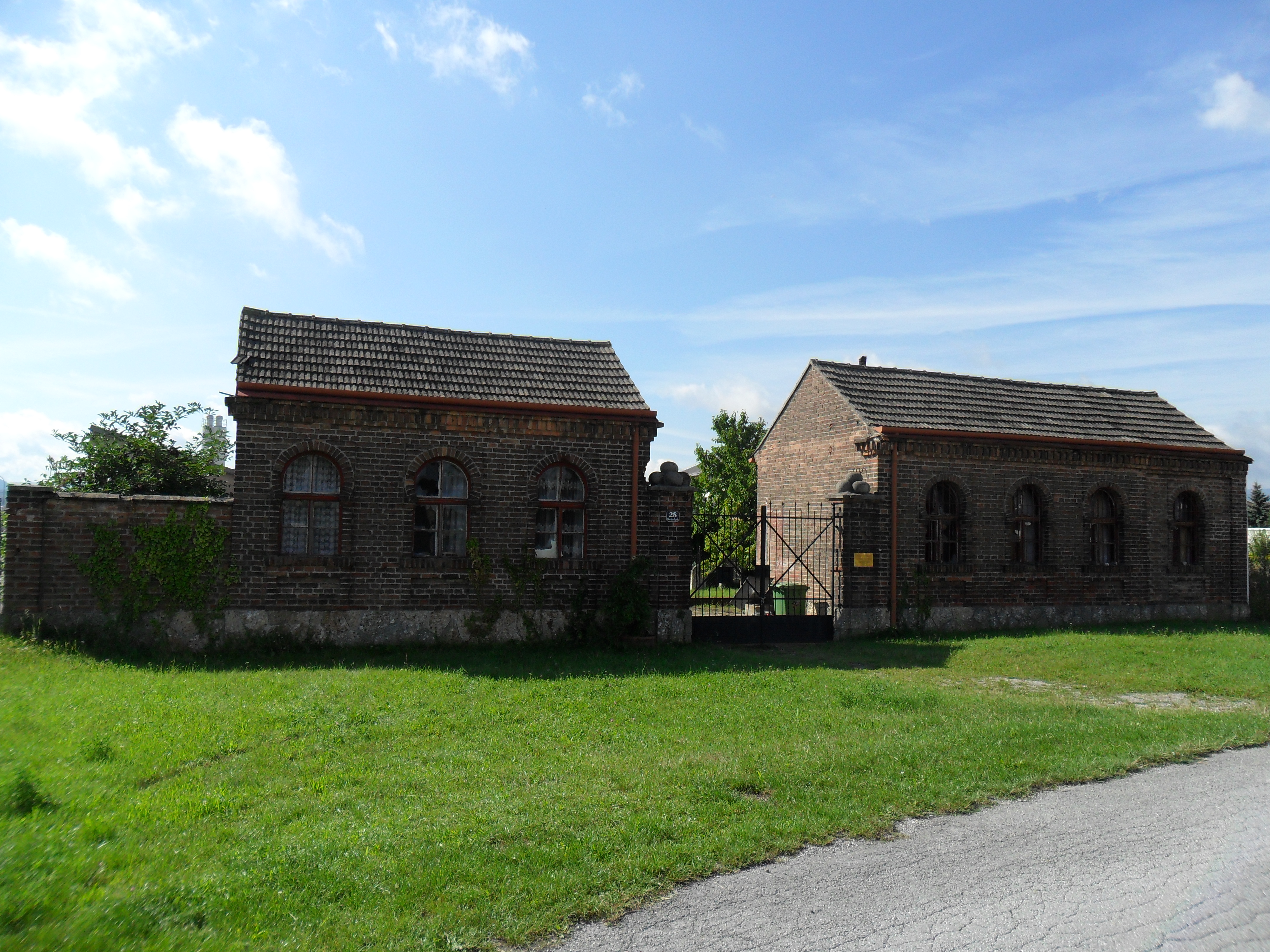
Jüdischer Friedhof Neunkirchen

Der Jüdische Friedhof Neunkirchen ist ein denkmalgeschützter (Listeneintrag) jüdischer Friedhof in der niederösterreichischen Bezirkshauptstadt Neunkirchen. Der Friedhof wurde 1890 gegründet und liegt in der Kernstockgasse 28.

## Lage und Bauwerke
Der Jüdische Friedhof liegt im Industriegelände Neunkirchens an der Südbahnstrecke und umfasst ein langgezogenes, rechteckiges Grundstück, das vom Eingang im Norden in der Kernstockgasse 28 bis zur Brennereigasse im Süden reicht. Im Westen wird der Friedhof von einer Abzweigung der Südbahn begrenzt. Der Eingang wird von zwei ebenerdigen Häusern aus Backstein dominiert, durch deren Mitte ein Gittertor in den Friedhof führt. Die Fenster der Eingangsgebäude sind im neomaurischen Stil als Torwächter ausgeführt. Der Friedhof selbst umfasst viele Freiflächen und ist nur etwa zur Hälfte belegt worden. Neben einer Reihe Grabsteine (Mazewot) aus Marmor finden sich auf dem Friedhof vor allem Grabsteine aus Granit, Zementguss und Sandstein sowie Grabsteine in die Marmorplatten eingelassen wurden.

## Geschichte
Nachdem die Toten der jüdischen Gemeinde zunächst ins benachbarte Burgenland überführt werden mussten, wurde 1890 ein eigener jüdischer Friedhof in der Kernstockgasse angelegt, sieben Jahre nach dem Bau der Synagoge Neunkirchen. Federführend bei der Anlage des Friedhofs dürfte der „Minjan-Wohltätigkeitsverein“ gewesen sein, der bereits die Synagoge hatte errichten lassen und Vorläufer der Israelitischen Kultusgemeinde Neunkirchen gewesen war. Der Käufer des Friedhofsgrundstücks wurde im Grundbuch nicht festgehalten, das Besitzrecht wurde bereits für die Kultusgemeinde vermerkt.
Die Kultusgemeinde verwaltete in der Folge den Friedhof und legte Friedhofsordnung und die Bestattungsgebühren fest. Während Mitglieder des örtlichen Beerdigungsvereins Chewra Kadischa kostenlos bestattet werden konnten, wurden für die Beerdigungen erwachsener Mitglieder der Kultusgemeinden 18 Gulden berechnet. Wesentlich teurer schlug die Bestattung eines Nichtmitglieds zu Buche, für das bis zu 300 Gulden verlangt werden konnten. Die Grabstellen wurden der Reihe nach belegt, eine Wahlmöglichkeit bestand nur in Absprache mit dem Vorstand der Chewra Kadischa und der Zahlung einer besonderen Gebühr.
Auf dem jüdischen Friedhof sind 142 Grabsteine erhalten, von denen der Großteil noch lesbar ist. Von 135 Beerdigten sind Name und Daten durch den Stadtpfarrer Neunkirchens festgehalten worden. Zudem bestehen die Gräber von zwölf ungarischen Juden, die 1944 nach Neunkirchen deportiert worden waren. Von den erhaltenen Grabsteinen sind 60 Grabsteine mit rein hebräischen Inschriften versehen, 35 besitzen neben hebräischen Inschriften auch deutsche Kurzangaben und 21 sind in hebräischer und deutscher Sprache ausgeführt. Hingegen sind lediglich 14 Grabsteine in deutscher Sprache mit hebräischen Zeichen und nur zwölf Inschriften ausschließlich in Deutsch verfasst. Die Dominanz der hebräischen Inschriften belegt dabei die große Bedeutung der Religion der Juden in Neunkirchen.
1938 wurde im Zuge der Reichspogromnacht auch der Friedhof von Neunkirchen verwüstet. Noch heute zeugen zerbrochene Grabsteine von den Zerstörungen in dieser Zeit. Mit der Bestattung des von Nationalsozialisten ermordeten Juden Sigmund Preis 1938 endeten zunächst die Bestattungen auf dem jüdischen Friedhof. Nach der Vernichtung der jüdischen Gemeinde kehrten zudem nur wenige Juden nach Neunkirchen zurück. Nach 1945 erfolgten lediglich drei Bestattungen.